# Chega de Saudade
Chega de Saudade (pronunciació en portuguès: 'ʃega dʒi saw'dadʒi) (publicada com a No More Blues en la versió anglesa) fou la primera cançó de bossa nova que sortí a la llum, l'any 1958. La música va ser composta per Antonio Carlos Jobim i la lletra per Vinícius de Moraes. Fou enregistrada per la cantant Elizeth Cardoso, tot i que la versió posterior, amb la veu de João Gilberto, ha esdevingut la més famosa.

## Context

### Context històric

#### Situació socio-política de Brasil (1930-1970)
Del 1930 al 1970, tingué lloc una època d'inestabilitat política i social. Després d'un llarg període de pau i estabilitat, l'any 1931 hi hagué una revolució militar encapçalada per Getúlio Vargas, el qual implantà un govern dictatorial fins al 1945, un règim de tendència feixista. No obstant, passada la Segona Guerra Mundial, va democratitzar la vida política, alliberar els sindicats i tolerar el partit comunista, fet que va provocar la seva dimissió el 1945 per una revolta militar. Fou succeït per Eurico Gaspar Dutra, però l'any 1950 unes noves eleccions tornaren el poder a Vargas amb un govern democràtic i progressista. L'any 1954, però, aquest se suïcidà degut a la pressió de l'oligarquia conservadora i perquè se l'acusà d'estar implicat en l'atemptat contra el líder opositor Carlos Lacerda.
La dècada dels anys 50, en l'àmbit social, va ser un període de canvis: es va produir un gran èxode rural i la indústria i el desenvolupament econòmic es van escampar arreu del país. Quan el 1955 el socialdemòcrata Juscelino Kubitschek pujà al poder i, amb l'objectiu de fer progressar Brasil per tal que fos un referent mundial, s'aplicà una política de grans inversions. Un dels exemples més clars fou la creació de Brasília. Així es generà un sentiment d'eufòria nacional.
Anys més tard, però, això causà una gran inflació i una crítica situació financera que donaren lloc a un període d'inestabilitat política amb Jânio Quadros al poder el 1961, seguidament precedit per João Goulart el mateix any i un cop d'estat militar per part de l'oligarquia conservadora el març de 1964. A partir d'aquest any, s'instaurà una dictadura militar. Humberto de Alencar Castelo Branco (1964-67), el primer president d'aquesta, va acabar amb la inflació, i els presidents posteriors donaren un gran impuls a l'economia generant l'expansió internacional de Brasil.
El 1965 es promulgà una llei que reduïa les llibertats civils de manera que el govern va augmentar el seu poder per sobre la població.

#### Río de Janeiro a partir del 1950
La població de Río de Janeiro va créixer exponencialment a causa de l'èxode rural d'altres parts de Brasil en el procés d'industrialització. Sobretot ho va fer en la classe jove treballadora, classe que, en el context d'eufòria nacional del moment, va centrar-se en ocupar el seu temps d'oci en activitats pròpies d'una ciutat urbana i culturalment rica.
Així doncs, disciplines com l'arquitectura van començar a prosperar generant un moviment nacional cultural que s'allunyava, però, del folklore que havia marcat moviments nacionalistes anteriors. En aquest context, la música també va voler innovar i als districtes del sud de la ciutat, la tradició de la samba-jazz cultivada per músics de classe mitjana va evolucionar cap a un estil que volia ser propi de Brasil sense tenir un caràcter folklòric marcat.

### Context musical

#### La bossa nova
La bossa nova és un estil de música popular brasilera que nasqué cap al 1958–9 de la modificació del ritme de la samba urbana, una de les grans formes de la música del país. Concretament, va incorporar patrons musicals sincopats a l'estructura rítmica d'aquesta a la guitarra (violdo gago, traduït com tartamudeig de la guitarra).
L'artífex d'això fou João Gilberto, guitarrista i cantant, que l'any 1958 va gravar Chega de Saudade accentuant aquest nou estil juntament amb Jobim, que al seu torn, anys abans havia començat a treballar en la transició de la samba-jazz cap a un nou estil de música brasilera dins el context de l'època dels anys 50 a Río de Janeiro.
En ser una música l'origen de la qual era la música popular brasilera, però amb clares influències del jazz estatunidenc, l'estil va revolucionar l'escena musical popular de Brasil. Ara bé, degut a aquestes influències i el posterior guany de popularitat als Estats Units l'any 62 amb la sortida de l'àlbum Jazz Samba, d'Stan Getz i Charlie Bird Parker amb composicions de Jobim i el concert al Carnegie Hall de Jobim, Getz, Gilberto i Dizzy Gillespie, diversos autors es qüestionen si realment la bossa nova era música de caràcter popular, ja que no representava la classe social baixa i diferia molt de les músiques d'arrel tradicional.

## La cançó
Chega de Saudade, doncs, és el detonant de la nova música tradicional brasilera de caràcter exòtic que buscaven els músics de classe mitjana durant aquella època de la bossa nova.
La cançó la va enregistrar per primera vegada l'any 1957 la cantant brasilera Elizeth Cardoso, que la va incloure l'any 1958 al seu disc Canção do amor demais, però no va tenir gaire ressò entre el públic d'aleshores. El segon enregistrament es va realitzar el mateix any 1958 de la mà de João Gilberto; aquest la va llançar com a senzill i va convertir-se en tot un èxit, convertint d'aquesta manera l'estil bossa nova en un gènere permanent dins del repertori de la música llatina. La peça també va es incloure al primer disc de Gilberto, Chega de saudade.
El títol de la cançó es podria traduir literalment com “prou d'aquest anhel”, si bé la paraula portuguesa saudade té un significat molt més complex: insinua el desig apassionat per una connexió sincera o un sentiment d'enyorança molt intens. Chega, en aquest cas, significa “prou”.
La cançó té un total de 64 compassos i es divideix en dues parts iguals: 32 compassos en to menor i 32 més en to major. La tonalitat de la gravació original d'Elizeth Cardoso variava de re menor (el relatiu menor de fa major [un bemoll]) a re major (dos sostinguts).

### Versions
- Diversos artistes de jazz i rock han enregistrat versions d'aquesta cançó en anglès sota el títol No More Blues i amb la lletra de Jon Hendricks i Jessie Cavanaugh (pseudònim de l'editor musical Howard S. Richmond).
- L'any 2000, la versió de João Gilberto va entrar a formar part del Saló de la Fama dels Grammy i, un any després, el disc en el qual el mateix autor l'havia inclosa (Chega de saudade) va ser membre inaugural del Saló de la Fama dels premis Grammy llatins.
- La cantant Maria Creuza la inclogué en el seu disc Yo... María Creuza, de 1971. I al 2006 la va tornar a incloure en l'àlbum Maria Creuza ao vivo, gravat en el Teatre Guaíra de Curitiba.[8]
- El violoncel·lista Yo-Yo Ma la va interpretar al seu disc Obrigado Brazil. El vibrafonista de jazz estatunidenc Gary Burton també la va enregistrar primer pel seu disc The Time Machine (1966) i, més endavant, pel seu disc en solitari Alone at Last (Atlantic, 1971). Així mateix, va ser la primera pista de l'LP de debut de la cantant Roseanna Vitro, Listen Here, amb el títol de No More Blues. Entre tots els artistes que han interpretat versions de la cançó s'inclouen Rosa Passos, Stan Getz, Dizzy Gillespie, Toninho Horta, Joe Henderson, The Hi-Lo’s, Carmen McRae i César Camargo Mariano.
- Eliane Elias la va incloure en dos discs seus: Fantasia (1992) i The Three Americas (1996).
- El grup de música de metal brasiler Angra va interpretar la cançó en un concert acústic en directe a l'auditori de l'FNAC del Forum des Halles (París) l'any 1995. Més endavant, l'any 1998, el grup va publicar un EP amb la gravació d'aquest concert anomenat Live Acoustic at FNAC.
- Caroll Vanwelden la va incloure a Portraits of Brazil (2016).
- Katie Noonan i Karin Schaupp van compondre’n una versió pel seu disc Songs of the Latin Skies (2017).
- Va formar part de l'EP Tres de tres: Brazilian de Zule Guerra.
- Geoff Knorr també en va fer una versió per a la banda sonora del videojoc Civilization V com a sintonia de la civilització brasilera.

Així doncs, Chega de Saudade va tenir una repercussió a nivell antropològic molt més gran de l'esperada, ja que l'estil que va impulsar, la bossa nova, no va influir només en la música brasilera sinó que també ho va fer en el jazz principalment i en altres músiques.